# Ludslavice
Ludslavice är en ort i Tjeckien.   Den ligger i regionen Zlín, i den östra delen av landet, 240 km öster om huvudstaden Prag. Ludslavice ligger 211 meter över havet och antalet invånare är 465.
Terrängen runt Ludslavice är platt åt sydväst, men åt nordost är den kuperad. Terrängen runt Ludslavice sluttar västerut. Runt Ludslavice är det tätbefolkat, med 411 invånare per kvadratkilometer. Närmaste större samhälle är Zlín, 12,4 km sydost om Ludslavice. Trakten runt Ludslavice består till största delen av jordbruksmark.